# Pentacosaan
Pentacosaan is een koolwaterstof uit de groep der alkanen, met als brutoformule C25H52. Het is een witte wasachtige vaste stof en als zodanig een paraffine. Pentacosaan komt voor in feromonen.